# Paranonyma multilineata
Paranonyma multilineata är en skalbaggsart som beskrevs av Stefan von Breuning 1957. Paranonyma multilineata ingår i släktet Paranonyma och familjen långhorningar.
Artens utbredningsområde är Madagaskar. Inga underarter finns listade i Catalogue of Life.